# Nat Turner
Nat Turner, född 1800 i Southampton County, Virginia, avrättad 1831, var en svart nordamerikansk upprorsman. Han verkade som baptistpredikant bland slavarna i Virginia och uppgav sig 1828 ha fått en uppenbarelse om att slavarna skulle bli härskande, "de yttersta varda de främsta". Han planlade med anledning därav ett slavuppror, och 21 augusti 1831 anföll han och sju kamrater sin ägare, J. Travis, gård och mördade honom och hans familj. 
Efter räder i grannskapet med mord på slavägare och befriande av slavar steg upprorsmännens antal till ett sjuttiotal. Trots Turners åsikt att "revolutionärt våld" var viktigt för att ge vita insikt i slaveriets fasor var gruppen inte urskiljningslös i dödandet, utan lät några vita familjer vara. Detta för att de var fattiga och Turner trodde dem inte se sig själva som förmer än slavarna.
Upproret slogs ned 22 augusti av i hast uppbådade vita och upprorsmännen infångades sedermera av till orten beordrade soldater och milis. Turner själv fängslades 30 oktober och avrättades genom hängning. Upproret kostade 60 vita människor och omkring två hundra svarta människor livet. Majoriteten av de svarta offren ingick inte i upproret utan mördades av vita medborgargarden både under och efter upproret. Endast 56 av de svarta offren avrättades genom domstolsbeslut.
Ledande sydstatsmän skyllde dess utbrott på abolitionistagitationen, och det föranledde skärpning av slavlagarna.